# 前330年
| 千纪： | 前1千纪 |
| 世纪： | 前5世纪 \| 前4世纪 \| 前3世纪 |
| 年代： | 前360年代 \| 前350年代 \| 前340年代 \| 前330年代 \| 前320年代 \| 前310年代 \| 前300年代                                                                                      |
| 年份： | 前335年 \| 前334年 \| 前333年 \| 前332年 \| 前331年 \| 前330年 \| 前329年 \| 前328年 \| 前327年 \| 前326年 \| 前325年                                                        |
| 纪年： | 周顯王三十九年 魯景公十四年 齊威王二十七年 趙肅侯二十年 魏惠王後五年 韓宣惠王三年 秦惠文君八年 楚威王十年 宋剔成君四十年 衛嗣君五年 燕易王三年 越王無彊十三年 中山成公二十年 |

## 大事记
- 秦國全殲魏國防衛西河、上郡的主力，主將龍賈被俘，魏惠王被迫於次年將西河郡全部獻給秦國。至此，秦全部收復了被魏奪佔的河西地區。
- 希臘旅行家皮西亞斯從馬賽出發報導了北海地區和在那裡生活的民族。
- 希腊人皮西亚斯航至不列颠。
- 波斯阿契美尼德王朝巴克特里亞總督貝蘇斯廢黜大流士三世並將其殺害，繼續領導波斯帝國東部行省抵抗馬其頓王國亞歷山大大帝的入侵，亞歷山大大帝親率大軍在後進逼，這時爆發帕曼紐之子菲羅塔斯謀反的事件，帕曼紐於埃克巴坦那被滅族。

## 逝世
- 大流士三世，波斯阿契美尼德帝國最後一任國王。
- 帕曼紐，馬其頓王國腓力二世和亞歷山大大帝的將軍。
- 菲羅塔斯，馬其頓亞歷山大大帝的將軍，帕曼紐之子。